# Ла-Уньон (Кинтана-Роо)
Ла-Уньон (исп. La Unión, дословно — союз) — приграничная деревня в Мексике, штат Кинтана-Роо, входит в состав муниципалитета Отон-Бланко. Численность населения, по данным переписи 2020 года, составила 1104 человека.

## Общие сведения
Деревня расположена на левом берегу Рио-Ондо, по которой проходит граница с Белизом, в 95 км к юго-западу от Четумаля. На противоположном берегу расположена белизская деревня Блу-Крик.

## Население
| Год  | Численность | Численность |
| ---- | ----------- | ----------- |
| 2000 | 1390        | [ 5 ]       |
| 2005 | 1083        | [ 6 ]       |
| 2010 | 1099        | [ 7 ]       |
| 2020 | 1104        | [ 8 ]       |